# ふたりの朝 (フォーリーブスの曲)
「ふたりの朝」（ふたりのあさ）は、1973年6月1日にCBS・ソニーレコード（現：ソニー・ミュージックレーベルズ）から発売されたフォーリーブスの19枚目のシングルである。

## 収録曲
1. ふたりの朝
作詞：北公次　作曲：Alan Osmond　編曲：森岡賢一郎
2. ガール
作詞：北公次　作曲：Alan Osmond、Merrill Osmond　編曲：森岡賢一郎